# Panhard Dyna X

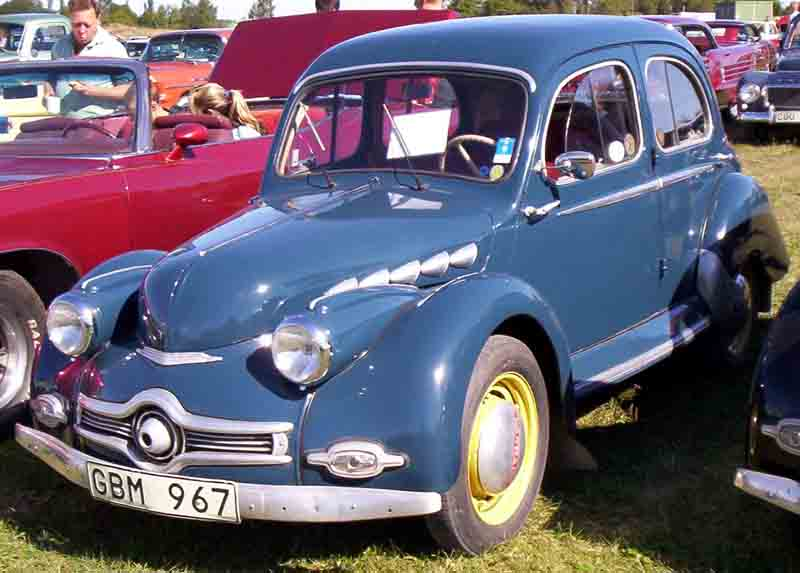
Panhard Dyna X

Panhard Dyna X var en fransk bilmodell som tillverkades 1948-1954, också känt under namnen Dyna 110, 120 eller 130, vilket betecknade toppfarten för de olika uppgraderade versionerna. I Sverige fick den också öknamnet "dyngpanna", en efterhärmning av bilens namn.

## Egenskaper
Dyna X var ett extremt lättviktsbygge med aluminiumkaross som bars upp av en stålram. Det sägs att Panhard-fabriken var för liten för att få tillräcklig tilldelning av stål strax efter kriget och därför fick man använda alternativa material. Tjänstevikten inklusive förare var 700 kg.
Motorn var en tvåcylindrig, luftkyld boxermotor med 610 cm² slagvolym och 24 hk i den första versionen. Den drev på framhjulen via en fyrväxlad låda med rattspak. Uppbyggnaden påminde på så sätt om Citroën 2CV.

## Utveckling
Den första modellen hade en toppfart av 110 km/h, men med en större motor på 745 cm2 fr o m 1950 och 851 cm2 fr o m 1952 ökades toppfarten till 120 och sedan 130 km/h. Karossen var från början 4-dörrars av typisk 1940-talsstil med viss strömlinjeform men ändå utstickande framskärmar och smal motorhuv. En tvådörrars cabriolet och en 3-dörrars herrgårdsvagn togs också fram, liksom en liten skåpvagn.

## Försäljning
Konkurrensen med andra franska småbilar blev svår. Renault 4CV och Citroën 2CV introducerades på marknaden ungefär samtidigt och fick stora framgångar. Efter 47 049 byggda exemplar lades modellen ner och ersattes av Panhard Dyna Z.